# H. L. A. Hart
H. L. A. Hart (Herbert Lionel Adolphus Hart) (n. 18 iulie 1907, Harrogate, Regatul Unit — d. 19 decembrie 1992, Oxford) este perceput ca poate cel mai important filosof al dreptului al secolului XX, aceasta în principal datorită operei sale fundamentale A Concept of Law, în care a dezvoltat teoria pozitivismului legal în cadrul teoretic al filosofiei analitice. El a fost profesor de jurisprudență la Universitatea Oxford.

## Opera
- Definition and Theory in Jurisprudence (1953)
- Causation in the Law (with Tony Honoré) (1959)
- The Concept of Law (1961)
- Law, Liberty and Morality (1963)
- The Morality of the Criminal Law (1964)
- Punishment and Responsibility (1968)
- Essays on Bentham: Studies in Jurisprudence and Political Theory (1982)
- Essays in Jurisprudence and Philosophy (1983)

## Realizări filosofice

### Pozitivismul legal

#### Indeterminarea legii
Potrivit lui Hart, în cazurile dificile ( hard cases) legea este indeterminată și un judecator ce se pronunță în astfel de cazuri trebuie să dea dovadă de discreție. Argumentul lui Hart se desfasoara astfel:
(1)	Legea e constituită din norme juridice formulate in termeni generali. 

(2)	Toți termenii generali au „open texture” : ei conțin un miez al cărui înțeles este împământenit, și o periferie unde înțelesul termenilor nu mai este determinat. ( „Oricare mijloc, precedentul sau legiferarea, este ales pentru comunicarea standardelor de comportament, acestea, oricât de bine ar funcționa pentru marea majoritate a cazurilor simple, se vor dovedi, atunci când aplicarea lor este pusă la îndoiala, indeterminate; vor prezenta ceea ce s-a numit open-texture.) 

(3)	Întotdeauna vor exista cazuri ce nu vor cădea in aria miezului înțelesului termenilor legali ce există in normele juridice.( termenii juridici sunt și ei caracterizați de open-texture datorită faptului că legiuitorii suferă de cunoaștere limitată și de determinarea limitată a scopului legiferării; ei un pot anticipa toate situațiile posibile ce pot apărea sub o anumită reglementare și nu au scopuri bine determinate in legatură cu aceste situații.”Legislatorii umani nu pot avea o cunoastere a tuturor combinatiilor posibile a circumstantelor pe care viitorul le poate aduce.”  ) 

(4)	Astfel aceste cazuri sunt din punct de vedere juridic indeterminate. 

(5)	Deci, judecătorii nu pot decide astfel de cazuri pe baze juridice. 

(6)	Astfel „curțile trebuie să decidă astfel de cazuri nu pe motive legale ci de altă natură, morale sau politice de exemplu, ceea ce înseamnă că judecatorul trebuie să exercite discreție judiciară și să facă, să legifereze, mai degrabă decât să aplice, legea.” 
Hart ilustrează această argumentare printr-un exemplu destul de simplu: legislatorul dă o lege prin care interzice intrarea vehiculelor în parcuri; termenul de „vehicul”, in opinia lui Hart, are în acest context un miez al înțelesului său împământenit ce se referă la mașinile si motocicletele cetățenilor, astfel, regula interzicându-le acestora să intre cu ele; însă, o serie de alte vehicule, cum ar fi vehiculele poliției, bicicletele, salvarea, au un înțeles ce se încadrează în zona de periferie a înțelesului termenului, și deci în cazul lor nu este clar dacă regula se referă și la ele sau nu, dacă cad sau nu sub incidența regulii. Un judecator care decide în astfel de cazuri aflate la periferie trebuie deci să facă o alegere mai mult sau mai puțin arbitrară cu privire la ce anume presupune aceasta regulă. Astfel o dispută juridica apare in momentul în care nu exista un consens cu privire la modul in care trebuie să fie interpretat un termen juridic.